# Список епізодів телесеріалу «Бібліотекарі»
Бібліоте́карі (англ. The Librarians) — американський телесеріал, прем'єрний показ якого відбувся на телеканалі TNT 7 грудня 2014 року. Серіал продовжує історію про бібліотекаря Флінна Карсена з відомої трилогії фільмів «Бібліотекар», але тут до нього долучаються ще три потенційні бібліотекарі, разом з якими він бореться із культами, шукає артефакти і рятує світ від неконтрольованих чарів.

## Перший сезон (2014—2015)
| № | #  | Назва                                                    | Режисер          | Сценарист                        | Дата показу в США | Глядачі США (мільйони) |
| --- | -- | -------------------------------------------------------- | ---------------- | -------------------------------- | ----------------- | ---------------------- |
| 1 | 1  | «…І корона короля Артура» «And the Crown of King Arthur» | Дін Девлін       | Джон Роджерс                     | 7 грудня 2014     | 5,35                   |
| Лідер антитерористичної групи НАТО Єва Бейрд побічно знайомиться з Флінном Карсеном у Берліні. Повернувшись додому, вона знаходить лист із запрошенням на співбесіду до Нью-Йоркської бібліотеки «Метрополітен». Там їй пропонують посаду вартового бібліотекаря. Попри спротив Флінна, вона працює з ним, аби дізнатися, хто вбиває потенційних бібліотекарів. Вони знаходять і рятують трьох уцілілих: математика Кассандру, мистецтвознавця та за сумісництвом нафтовика Джейкоба та злодія Єзекіїля. Об'єднавши свої зусилля, бібліотекарі знаходять корону короля Артура та приносять її до бібліотеки. Але Кассандра впускає Зміїне Братство туди, вважаючи, що воно творитиме добро за допомогою магії. Ламія, лідерка лиходіїв, викрадає корону й Екскалібур, завдає поранень Флінну та тікає. Бібліотека самознищується. |    |                                                          |                  |                                  |                   |                        |
| 2 | 2  | «…І меч у камені» «And the Sword in the Stone»           | Дін Девлін       | Джон Роджерс                     | 7 грудня 2014     | 5,35                   |
| Щойно Бібліотека зникла, Флінн, Єва, Джейкоб та Єзекіїль вскочили в магічний портал і опинилися на західному узбережжі Америки. Вони зустрічають Дженкінса, що відвозить їх до бібліотечної філії в Портленді. Флінн повільно помирає від магічної рани та впадає в депресію. Але Єва переконує його знову врятувати світ. Вони прямують до Лондона, де Зміїне Братство знайшло камінь, у якому колись був Екскалібур, аби повернути його на місце та вивільнити всі чари. Бібліотекарі звільнили Кассандру з в'язниці та завадили Братству. Кассандра використовує силу Екскалібура, щоб урятувати Флінна. Екскалібур помирає. Повернувшись у Портленд, Єва та Флінн зізнаються одне одному в почуттях, але визнають, що обов'язок триматиме їх на відстані. Флінн вирушає на пошуки Бібліотеки, а Єва лишається тренувати молоду команду. |    |                                                          |                  |                                  |                   |                        |
| 3 | 3  | «…Та роги дилеми» «And the Horns of a Dilemma»           | Марк Роскін      | Джеремі Бернштейн                | 14 грудня 2014    | 3,37                   |
| Єва розчарована здатністю молодих бібліотекарів до самооборони, але вони зі Дженкінсом переконують її вирушити на завдання. Книга вирізок повідомляє про зникнення вісьмох підлітків, що працювали стажистами у великій бостонській агрофірмі. Вони потрапляють до Бостона за допомогою чарівних дверей Дженкінса та спілкуються з директором фірми. Після цього Єва йде до кімнати, яку вважає серверною, а троє бібліотекарів прямують до відділу кадрів. Натомість Єва потрапляє на склад артефактів Мінойської цивілізації, а інші — до лабіринту Мінотавра. Зрештою четвірці вдається викрасти Нитку Аріадни та знищити лабіринт, а Єва визнає, що ставилася до бібліотекарів, як до солдатів, а не напарників. |    |                                                          |                  |                                  |                   |                        |
| 4 | 4  | «…І опівнічна місія Санти» «And Santa's Midnight Run»    | Джонатан Фрейкс  | Пол Гайот і Джоффрі Торн         | 21 грудня 2014    | 3,19                   |
| Бібліотекарі дізнаються, що Санта зник. Дженкінс пояснює, що Санта — своєрідний «аватар Доброї волі», який увесь рік збирає добрі вчинки, а на Різдво повертає їх; і якщо цього не станеться, у світі запанує хаос. Виявляється, Санту викрало Зміїне Братство, щоб заволодіти його магічною силою. Бібліотекарі визволяють його, але без чарівних саней вони не встигнуть потрапити на Північний полюс до опівночі. Команда вирушає туди літаком, але Братство атакує їх у повітрі та пошкоджує літак. Бібліотекарі роблять аварійну посадку на Алясці, де в той час найяскравіше полярне сяйво, проте отруєний Санта не може повернути добро людству. Тоді, попри брак ентузіазму, за цю справу береться Єва. Санта говорить, що саме вона має це зробити, бо вона народилася рівно опівночі на Різдво і має друге ім'я — Різдвянка. |    |                                                          |                  |                                  |                   |                        |
| 5 | 5  | «…І Яблуко розбрату» «And the Apple of Discord»          | Марк Роскін      | Пол Гайот і Джоффрі Торн         | 28 грудня 2014    | 4,10                   |
| Флінн раптово повертається до Бібліотеки, щоб стати суддею між драконами. Але через юридичну формальність його місце займає Єзекіїль. Він із Дженкінсом мають переконати конклав у доцільності існування Бібліотеки, решта ж команди вирушає до Ватикану шукати викрадену у Східних драконів перлину. Вони знаходять її, але виявляється, у перлині було заховане яблуко розбрату, що перетворює людину на найгіршу версію самої себе. Флінн із яблуком повертається на конклав і викриває змову проти Бібліотеки. Він хвалить Єву за її успіхи в навчанні молодих бібліотекарів і пропонує зрештою покінчити з роботою в НАТО. Бейрд погоджується, але нагадує Флінну про необхідність його подальших пошуків. |    |                                                          |                  |                                  |                   |                        |
| 6 | 6  | «…Та легенди Долі» «And the Fables of Doom»              | Джонатан Фрейкс  | Кейт Рорік                       | 4 січня 2015      | 3,72                   |
| Книга вирізок відправляє бібліотекарів до невеликого містечка поблизу Вашингтона, де вантажівка впала з мосту. Дженкінс вважає, що її скинув троль. Команда раптом розуміє, що все в місті відбувається за казками. Вони визначають причину цього — чарівна книга, що здатна втілювати казки в реальність, потрапила до лихих рук. Єзекіїль виявляє, що місцевий бібліотекар читає її дівчинці у лікарні, таким чином перебираючи її сили на себе. Тим часом Єва, Кассандра та Джейкоб поступово втягуються в казки: Єва стає принцесою, Кассандра — воїном, а Джейкоб — мисливцем. Єзекіїль зачаровує бібліотекаря, а дівчинка вигадує цій історії щасливий кінець. Анормальна казка бібліотекаря затягується до книги разом із ним та зникає. |    |                                                          |                  |                                  |                   |                        |
| 7 | 7  | «…І правило Трьох» «And the Rule of Three»               | Марк Роскін      | Пол Гайот и Кейт Рорік           | 11 січня 2015     | 3,44                   |
| Книга вирізок відправляє бібліотекарів на науковий ярмарок до Чикаго, де відбуваються дещо незвичайні події. Під виглядом окружних бібліотекарів і суддів виставки, вони непомітно обстежують виставку. Дізнавшись, що чарівним є застосунок для смартфонів, написаний українськими програмістами на замовлення феї Морґани, бібліотекарі розуміють, що сталося з усіма учасниками. Ці діти спрямовували свої бажання один проти одного, але за правилом трьох, їх злі бажання повернуться їм потрійно. Виникає загроза магічного вибуху. Тим часом спонсорка виставки через портал потрапляє до філії; Єва вважає, що сталося непорозуміння, але Дженкінс каже, що це найсильніша фея у світі — Морґана. Єві вдається здійснити фізичний контакт із нею, що вважалося неможливим, але Морґана ставить Бейрд перед вибором: або вбити її, або врятувати дітей. Єва обирає останнє, і бібліотекарям вдається відвести магічне поле від людей. Сама ж Єва застрягає між секундами разом із Морґаною, яка попереджає її про кінець світу та просить передати Дженкінсу, називаючи його Галеасом, слова: «Не бійся лиходія, бійся героя». Єва повертається до реальності. |    |                                                          |                  |                                  |                   |                        |
| 8 | 8  | «…І серце темряви» «And the Heart of Darkness»           | Джон Гаррісон    | Джоффрі Торн                     | 11 січня 2015     | 2,86                   |
| Обстежуючи пошкоджені лей-лінії у Словаччині, бібліотекарі натрапляють на скривавлену дівчину Кеті, яка стверджує, що її друзі в небезпеці в сусідньому будинку. Дженкінс розповідає телефоном про чарівні будинки, що переміщуються світом у пошуках жертв. Єва лишає Кассандру з Кеті та йде разом із Джейкобом та Єзекіїлем на розвідку. Стоуна дивує, що дім у американському стилі розташований у словацькому лісі. Всередині бібліотекарі знаходять ідолів, чують дивні шуми та бачать примару-тінь. На стінах будинку весь час з'являється напис Кеті. Зрештою, вони всі потрапляють у маленьку модель цього будинку. Кассандра лишається сам на сам із будинком. Виявляється, цей будинок не приносив нікому шкоди доти, доки в нього не поселилась родина серійних убивць — родина Кеті. Остання живе з того часу та маніпулює будинком, який повинен виконувати всі бажання, задані нею. Але Кассандра доводить, що важливе не бажання, а потреба, і за допомогою будинку знищує Кеті. Моторошний привид перетворюється на доброго розпорядчого та дякує бібліотекарям за допомогу.                                                                         |    |                                                          |                  |                                  |                   |                        |
| 9 | 9  | «…І місто світла» «And the City of Light»                | Таунія МакКірнан | Джон Роджерс і Джеремі Бернштейн | 18 січня 2015     | 3,27                   |
| Бібліотекарі вирушають до невеличкого містечка у штаті Нью-Йорк, аби розслідувати загадкове зникнення уфолога. Зрештою, вони розгадують таємницю міста: експеримент Ніколи Тесли перевів містян до паралельного світу, вони контактують із реальністю лише за допомогою тіл, вкрадених у інших людей. Випадково туди ж потрапляє Бейрд. Одна жінка, Мейбл, лишається нестаріючою у своєму тілі, саме вона розповідає бібліотекарям про цей експеримент. Нікола Тесла розробив проект, який може повернути всіх людей до життя, але для його реалізації необхідна допомога бібліотекарів. Уже привівши механізм у дію, Кассандра говорить, що шанс на успіх 50 на 50, але у випадку невдачі вивільнена енергія знищить увесь штат. Бібліотекарі зупиняють процес, але Єва встигає повернутися до нашого світу; а Мейбл помирає. Єва робить примітку в бібліотечному записнику для наступних бібліотекарів, аби вони спробували врятувати людей ще раз. |    |                                                          |                  |                                  |                   |                        |
| 10 | 10 | «…І ткацький верстат Долі» «And the Loom of Fate»        | Джонатан Фрейкс  | Джон Роджерс                     | 18 січня 2015     | 3,03                   |
| Флінн повертається до філії з упевненістю, що він знайшов вхід до Бібліотеки. Та насправді його руками двері до Ріки Часу відкриває Дулак зі Зміїного Братства. Флінн і Єва встигають перейти за ним, Дулак розрізає тканину часу в момент падіння Камелоту. Єва та Флінн (інша його версія, коли він не бібліотекар) подорожують усіма можливими нитками історії. В першій з них бібліотекарем є Джейкоб, у другій Єзекіїль, а світ заповнили зомбі, а у третій — Кассандра, яка бореться з драконами. Кассандра об'єднує трьох бібліотекарів, і Єва та Флінн знову потрапляють до Ткацького верстата Долі. Дулак, він же Ланселот, завдає смертельного поранення Бейрд, але Дженкінс (Ґалахад) вступає з ним у боротьбу. У цей час Флінн зашиває полотно часу. Дулак зникає, бібліотекарі повертаються до філії, справжній Флінн відкриває вхід до Бібліотеки. Флінн знаходить там цілюще зілля та рятує Єву. Усі троє молодших бібліотекарів отримують власну версію книги вирізок і вирушають у вільне плавання. Проте вони вирішують діяти разом; Флінн із Євою вирушають на своє перше побачення, зробивши крок у невідомість.                                  |    |                                                          |                  |                                  |                   |                        |

## Другий сезон (2015)
| № | #  | Назва                                                                 | Режисер         | Сценарист                        | Дата трансляції на TNT | Глядачі США (млн.) |
| --- | -- | --------------------------------------------------------------------- | --------------- | -------------------------------- | ---------------------- | ------------------ |
| 11 | 1  | «…та втоплена книга» «And the Drowned Book»                           | Марк Роскін     | Джон Роджерс і Пол Гайот         | 1 листопада 2015       | 2.25               |
| Вже давно працюючи окремо, бібліотекарі приходять на одну й ту саму виставку стародавніх артефактів. Якби вони працювали разом, то встигли б вчасно зістикувати інформацію і перешкодити шекспірівському чаклуну Просперо з «Бурі» викликати ураган Аріель, здатний знищити Нью-Йорк. Просперо збігає разом зі своїм спільником Моріарті, а бібліотекарі об'єднують зусилля, щоб зупинити невчухаючу бурю, направивши на неї жар зірки Немезіди з Бібліотеки. |    |                                                                       |                 |                                  |                        |                    |
| 12 | 2  | «…та зламана патериця» «And the Broken Staff»                         | Марк Роскін     | Джо Бут і Голлі Мойєр            | 1 листопада 2015       | 1.95               |
| Планом Просперо і Моріарті насправді є не відновлення палиці чаклуна, а створення нової палиці з Древа знань, яке знаходиться в самому серці Бібліотеки. Обом вигаданим персонажам вдається проникнути в Бібліотеку завдяки оригіналам праць, які породили їх. Єві і Флінну вдається досягти цього місця, не дивлячись на проблеми з системами безпеки Бібліотеки та перешкодами, створеними Просперо у вигляді інших вигаданих персонажів. Флінн знищує дерево, яке Просперо невірно вважає Древом знань, а Моріарті під загрозою погоджується мирно піти. Флінн пізніше стверджує, що не знає, яке дерево він насправді знищив. Дженкінс визнається що з Бібліотекою відбуваються незрозумілі явища, включаючи пропажу деяких артефактів. Флінн йде шукати їх самотужки, залишаючи Єву і інших Бібліотекарів готуватися до протистояння з Просперо. |    |                                                                       |                 |                                  |                        |                    |
| 13 | 3  | «…і та, що ховається під камінням» «And What Lies Beneath the Stones» | Марк Роскін     | Джо Бут                          | 8 листопада 2015       | 1.95               |
| У штаті Оклахома будівництво нового трубопроводу компанією Айзека Стоуна, батька Джейка, призводить до вивільнення стародавнього істоти-перевертнів, яке обожнює брехня і хаос. Айзек збрехав, щоб продовжити будівництво проекту без належного дозволу, а хаос слід за протестами з боку активістів народу чокто, які стверджують (невірно), що на цій землі знаходяться індіанські артефакти. На місце приходять троє Бібліотекарів, які представляються археологами, які розслідують нововиявленими печеру. Джейк, який боїться розкрити батькові правду про своє інтелекті і академічні досягнення, стверджує, що є лише асистентом «професора» Єзекіїля. Перевертень сварить Бібліотекарів, краде вибухівку і (у вигляді Айзека) наказує будівельникам знищити печеру, в якій він був заточений і в якій він замурував Бібліотекарів. Але нашим героям вдається зрозуміти, що єдиний спосіб перемогти це істота і відкрити двері камери - це поділитися найпотаємнішими таємницями. Джейк обчислює, що людина, якій він нарешті розкриває правду про себе, не є його батьком (його батько б нізащо в житті не обійняв сина і не сказав, що любить його) і закидає Перевертень в печеру. В кінці Джейк вперше ставить власне ім'я як автор свого нового праці замість одного з псевдонімів. |    |                                                                       |                 |                                  |                        |                    |
| 14 | 4  | «…та ціна освіти» «And the Cost of Education»                         | Кортні Ров      | Кейт Рорік                       | 15 листопада 2015      | 1.89               |
| Зникнення спортивного талісмана призводить Бібліотекарів в Векслерскій університет, який був заснований в XIX-му столітті слідчим окультизму і який послужив прообразом вигаданого Міскатонікского університету Говарда Лавкрафта. Там вона знайомляться з Люсі, геніальної студенткою, яка побудувала мініатюрний прискорювач частинок і займається аматорськими дослідженнями в області магії. На території університету зникнення студентів і професорів вважається звичайним явищем. Стоун відвідує професора архітектури, праці якого він обожнює, щоб розпитати його про історію будівель університету, але розкривається діра в просторі, і величезна щупальце забирає професора. Герої розуміють, що діра з'явилася внаслідок експериментів Люсі, і намагаються закрити її, але потойбічне чудовисько забирає і Люсі. Так як це чудовисько привертає гординя, Стоун використовує Джонса (який вважає себе найкращим злодієм у всьому світі) як приманку, поки Кассандра проникає в дірку і визволяє Люсі. Перед поверненням, Кассандра виявляє себе в підводному просторі між вимірами, де жінка (Бет Рісграф) пропонує їй приєднатися до «Озера», яке є групою жінок, які досліджують науку і магію; це вони таємно допомагали Люсі в її дослідженнях. Кассандра відмовляється через вірності Бібліотеці. По поверненню, вона сперечається з Дженкінсом про політику приховування і придушення магії. Люсі покидає університет щоб займатися власними дослідженнями магії.              |    |                                                                       |                 |                                  |                        |                    |
| 15 | 5  | «…та чоловік із порожньою головою» «And the Hollow Men»               | Ноа Вайл        | Джеффрі Торн                     | 22 листопада 2015      | 2.10               |
| Бейрд, Стоун і Джонс намагаються пограбувати колекцію артефактів щоб роздобути Куля Заратустри і виявляють там же Карсена. Але це виявляється пасткою; їх усіх присипляє невідома особа, яка забирає Куля і Карсена. Карсен пробуджується і дізнається, що його викрадач - НЕ Просперо, а великий чоловік на ім'я Рей, що страждає на амнезію, який періодично дістає артефакти Бібліотеки з кишень. Інші Бібліотекарі виявляють житло Рея, але він і Флінн вже виїхали на бібліобуса. Потім з'являється Моріарті і намагається захопити колекцію артефактів Рея. Троє Бібліотекарів тікають, але портал потім відключається, і Бейрд залишається. Моріарті пропонує їй свою допомогу (і допомогу полоненої феї Аріель) у виявленні Рея і Карсена. Тим часом Флінн здогадується, що Рей є втіленням духу Бібліотеки, відокремленому від її фізичної сутності в момент «возз'єднання» Бібліотеки чотири місяці тому. Разом, вони використовують Куля щоб знайти таємний шумерівський храм в штаті Пенсільванія, потім уникають пасток в храмі, щоб досягти палиці Заратустри. Моріарті допомагає Бейрд пройти ті ж пастки, і вони прибувають до моменту, коли Рей вистачає Посох щоб відновити свою пам'ять, але міць палиці виявляється занадто великою для нього. Моріарті переконує героїв дозволити йому забрати Посох, щоб вони могли повернути Рея в Бібліотеку, яка знаходиться на межі смерті. Після цього Флінн вирушає на пошуки Просперо, і його відносини з Євою вже більш натягнуті. |    |                                                                       |                 |                                  |                        |                    |
| 16 | 6  | «…та вічний контракт» «And the Infernal Contract»                     | Джонатан Фрейкс | Пол Гайот і Голлі Мойєр          | 29 листопада 2015      | 2.02               |
| Сем Деннинг (Майкл Трукко), колишній бойовий товариш Бейрд, балотується на пост мера свого рідного містечка в штаті Нью-Гемпшир і просить допомоги Бейрд, коли співробітниця зі штабу його передвиборної кампанії пропадає безвісти. Книга вирізок посилає Бібліотекарів в те саме місце. Вони дізнаються, що предки опонента Деннінга уклали контракт з демоном (Джон Де Ленс). З тих пір члени цієї родини отримували від цього вигоду взамін на періодичні катастрофи в містечку. Щоб запобігти черговій катастрофу, Бібліотекарям необхідно викрасти пергамент з контрактом. Коли їм це вдається, Деннинг забирає документ і підписує його, щоб демон зробив його героєм. Бібліотекарі потрапляють в смертельну пастку, і демон пропонує кожному з них шанс на порятунок і велич натомість на підписання контракту. Дженкінс рятує Бібліотекарів, адже він є безсмертним. Бейрд вдається обдурити демона і зробити його людиною, тим самим анулювавши контракт. Дженкінс потім пояснює що її завдання як Охоронця — захищати душі Бібліотекарів, а не їх тіла. |    |                                                                       |                 |                                  |                        |                    |
| 17 | 7  | «…та зображення образу» «And the Image of Image»                      | Еміль Левісетті | Пол Гайот                        | 6 грудня 2015          | 2.24               |
| Бібліотекарі проводять розслідування популярного лондонського нічного клубу, чиї відвідувачі страждають від ефектів веселощів, незважаючи на те, що вони не брали в них участі. Виявляється, власником клубу є Доріан Грей, який модернізував свій портрет (використовуючи фотографії відвідувачів в фотомозаїка свого портрета) щоб зберегти свою молодість за рахунок життів відвідувачів. Згідно Дженкінса, який особисто знайомий з Греєм, роман Оскара Уайльда був заснований на справжньому Дориане. Знищити портрет не можна, так як він зберігається в «хмарі». План Дженкінса зруйнувати чари і знищити лиходія спрацьовує, незважаючи на великий ризик для Бейрд. |    |                                                                       |                 |                                  |                        |                    |
| 18 | 8  | «…та точки збереження» «And the Point of Salvation»                   | Джонатан Фрейкс | Джеремі Бернштейн                | 13 грудня 2015         | 2.21               |
| Якимось чином, співробітники DARPA роздобули магічний артефакт з Атлантиди і створили потужний квантовий комп'ютер, який потім починає давати збої. Коли на місце події потрапляють Бібліотекарі і Бейрд, вони потрапляють в те, що на перший погляд нагадує Часову петлю. Лише Джонс зберігає спогади всіх циклів петлі. Після деяких циклів, які закінчуються коли хтось із героїв гине, він розуміє що вони знаходяться в комп'ютерній грі, в якій Джонс — головний герой, а решта - ВІПи, яких він повинен довести до кінця «рівня». Після багатьох десятків циклів, Джонс вже ледве витримує і мало не зривається, постійно спостерігаючи за загибеллю друзів. Йому вдається довести всіх трьох до кінця ціною власного життя, але Кассандра потім відновлює його і всіх співробітників лабораторії, ось тільки Джонс не пам'ятає нічого що сталося. Тим часом Дженкінс викликає фея, який розкриває час наступної атаки Просперо — зараз. |    |                                                                       |                 |                                  |                        |                    |
| 19 | 9  | «…і щасливі закінчення» «And the Happily Ever Afters»                 | Род Гарді       | Джеремі Бернштейн і Джеффрі Торн | 20 грудня 2015         | 1.91               |
| Карсен повертається з завдання і виявляє що Бейрд і інших Бібліотекарів немає. Більш того, Дженкінс поняття не має хто вони такі. Книга вирізок посилає його в невелике містечко на острові в П'юджет-Саунд, де він виявляє всіх чотирьох, що живуть ідеальними життями і не знають хто він такий і що таке Бібліотека. Бейрд - шериф містечка, і зустрічається з мером містечка Моріарті, Стоун - професор місцевого університету, Джонс - агент ФБР, а Кілліан - відставний астронавт (Карсен намагається переконати всіх що існування університету і відділення ФБР в такому маленькому містечку на острові - повна нісенітниця, і що Кілліан ніяк не могла побувати на Місяці, але йому це не вдається). Потім в містечку з'являється фея Аріель, яка потрапляє в пастку Карсена і Дженкінса. Вона погоджується допомогти їм зняти чари в обмін на допомогу звільнити її від служби Просперо. Їм вдається переконати зачарованих героїв вибрати свої справжні «сюжетні лінії» замість помилкових і повернутися. По поверненню (три тижні), вони дізнаються що Просперо скористався нагодою щоб зарядити всесвітні лей-лінії, що загрожує кінцем світу. |    |                                                                       |                 |                                  |                        |                    |
| 20 | 10 | «…і фінальна завіса» «And the Final Curtain»                          | Марк Роскін     | Джон Роджерс і Пол Гайот         | 27 грудня 2015         | 2,24               |
| Магія Просперо знищила всю електротехніку і поступово перетворює світ в лісовій рай. Бейрд і Карсен використовують одну з багатьох машин часу в Бібліотеці (серед них можна помітити ТАРДІС і DeLorean Доктора Брауна) щоб потрапити в Уілтон-хаус в 1611-му році, де Вільям Шекспір готується представити свою нову п'єсу королю Якову. Тим часом інші Бібліотекарі направляються в Уілтон-хаус в наш час. Просперо посилає Моріарті в минуле щоб зупинити героїв, але книжковий лиходій вирішує знищити господаря і робить спробу вбити Шекспіра. Герої рятують великого драматурга, але дізнаються що початковий варіант п'єси «Буря» називається «Тріумф Просперо» і є виплеском люті Шекспіра на весь світ. Читаючи слова на сцені, Шекспір перетворюється в свого персонажа. Таким чином, Бейрд і Карсен стають свідками «народження» чаклуна, розуміючи, що він окупував тіло свого творця. За допомогою вже знайомої Владичиці Озера, Карсен возз'єднується зі своїм другом Екскалібуром, який розрубує посох Просперо. Карсен залишає підказки для друзів в сьогоденні, за допомогою яких вони проводять обряд екзорцизма на чаклуна. Великий поет знову стає самим собою і повертається в свій час через дірку в просторі-часі щоб відновити хід історії, але Бейрд і Карсен не можуть повернутися, так як машина часу була знищена. Але їм вдається використати залишки магії Просперо і слова Шекспіра щоб повернуться «довгим шляхом». Всі щасливі і готові до нових пригод.        |    |                                                                       |                 |                                  |                        |                    |

## Третій сезон (2016—2017)
| № | #  | Назва                                                                | Режисер            | Сценарист                                | Дата трансляції на TNT | Глядачі США (млн.) |
| --- | -- | -------------------------------------------------------------------- | ------------------ | ---------------------------------------- | ---------------------- | ------------------ |
| 21 | 1  | «...і Початок Хаосу» «And the Rise of Chaos»                         | Дін Девлін         | Марко Шнабель і Дін Девлін               | 20 листопада 2016      | 1,89               |
| Давньоєгипетський бог Апеп звільняється зі свого саркофага в піраміді Хеопса і захоплює тіло американського туриста. Він прямує в Музей науки в Бостоні щоб роздобути артефакт і відкрити портал, який вихлюпне Велике Зло в цей світ. Карсену і іншим Бібліотекарям вдається перешкодити його планам, незважаючи на втручання нового урядового агентства під назвою Відділ статистичних аномалій, яке також займається розслідуванням магії. Дженкінс стверджує, що війна за майбутнє світу вже почалася. |    |                                                                      |                    |                                          |                        |                    |
| 22 | 2  | «...і Ікла Смерті» «And the Fangs of Death»                          | Марк Роскін        | Роб Райт                                 | 27 листопада 2016      | 1,62               |
| Бачення Шарлін призводить Карсена в далекий храм інків. Шарлін там проводить заслужену відставку, але погоджується повернутися дізнавшись про повернення Апепа. Перш ніж вони можуть повернутися, прислуга Шарлін по звірячому перебиває один одного, а сама Шарлін зникає. Бібліотекарі виявляють її медальйон у величезному прискорювачі часток в Альберті. Але в лабораторії недавно стався вибух, який дозволив шакалоголовому Анубісу повернутися в світ. Анубіс вже встиг перетворити більшість персоналу в перевертнів. Згідно з відеозаписом камери спостереження, Шарлін загинула під час вибуху. Карсену, Бейрд і іншим Бібліотекарям вдається перемогти перевертнів і вигнати Анубіса, тим самим рятуючи Єзекіїля, якого вкусив перевертень і який був на межі звернення. Апеп тимчасово зупинений, але лише Шарлін знає як перемогти його назовсім, адже їй уже це вдалося кілька тисячоліть тому, коли вона була Вартовим Джадсона, першого бібліотекаря. На щастя, Кассандрі вдається відновити відеозапис, і всім стає ясно, що Шарлін жива. Карсен залишає інших, щоб знайти її. |    |                                                                      |                    |                                          |                        |                    |
| 23 | 3  | «... і Зустріч Зла» «And the Reunion of Evil»                        | Ноа Вайлі          | Кейт Рорік                               | 4 грудня 2016          | 1,87               |
| Стоун і Кілліан вирушають в гори Швеції, щоб знайти магічний кристал в крижаній печері. Всупереч попередженню Стоуна, Кілліан користується чарами, щоб визволити кристал з каменю. Кристал потім зливається з грудьми Кілліан, після чого на них нападає загадкова фігура. Вони тікають і потрапляють в готель, в якому відбувається приватна вечірка. Стоун членом групи, який ще не прийшов. Незабаром вони дізнаються, що потрапили на зустріч крижаних велетнів в людській подобі, які періодично оновлюють себе за допомогою того самого кристала. Зрештою, велетні розкривають обман, коли звпізнілий член групи з'являється в розпал церемонії. Велетні готуються принести Кілліан в жертву. Тим часом, Єзекіїль отримує завдання висиджувати яйця Лох-несського чудовиська, в той час як він, Бейрд і Дженкінс намагаються знайти спосіб відкрити портал і визволити Стоуна і Кілліан. Втікши з допомогою магії, Стоуну і Кілліан вдається стрибнути через нестійкий портал в Бібліотеку. Дитинча Нессі вилуплюється і вважає Єзекіїля своєю мамою. |    |                                                                      |                    |                                          |                        |                    |
| 24 | 4  | «... і Само збувається пророцтво» «And the Self-Fulfilling Prophecy» | Дін Девлін         | Том Макрей                               | 11 грудня 2016         | 1,76               |
| Єва, Джейк і Єзекіїль оговтуються промоклі до нитки в дивній кімнаті з грецькими символами. Разом з ними - учень, директор і прибиральниця зі школи в Сіетла. Намагаючись зрозуміти, в чому справа, вони згадують, що Бейрд отримала пророкування своєї смерті від руки Женця - безсмертного істоти, що вбиває лише в заданий час. Потім вони дізнаються, що команда школи по плаванню використовувала містичну воду з Греції, яка наділила їх неймовірною удачею. Вони не знали, що вода була взята у Дельфійського оракула, яка, виявляється, весь цей час прикидалася прибиральницею. Оракул пояснює, що вона отримала бачення власної смерті і намагається запобігти її, наславши Женця на Бейрд всередині власного пророчого куба. Існує лише два способи запобігти збування пророцтва: створити інше, більш потужне, пророцтво або скористатися допомогою когось ззовні пророцтва. Бейрд використовує азбуку Морзе, щоб сказати Дженкінса кинути куб через портал в Австралію, руйнуючи пророцтво про загибель Бейрд. Жнець виконує пророцтво про Оракула і вбиває її, потім каже Бейрд, що вона вільна. |    |                                                                      |                    |                                          |                        |                    |
| 25 | 5  | «… і Сльози клоуна» «And the Tears of a Clown»                       | Джонатан Фрейкс    | Стів Кріозір і Марк А. Альтман           | 18 грудня 2016         | 1,86               |
| Дженкінс отримує попередження від Єви і вирушає шукати її і Бібліотекарів в переїжджаючий карнавал в штаті Айова. Там він виявляє, що їх хтось перетворив в циркачів. Повернувши їх до Бібліотеки, Дженкінс розвіює чари. Вони згадують, що пішли на карнавал, щоб розслідувати справу про зниклих людей, перш ніж їх схопили клоуни. Загримувавшись під клоунів, вони повертаються і стежать за власником карнавалу Кірбі Гоулдінг (Шон Астін) - фокусником, який знайшов реальні чарівні здібності за допомогою нового артефакту. Вони дізнаються, що він використовує карнавал, щоб розшукати свою шкільну любов Шарлот Фелісію Дей, щоб провести обряд Вознесіння і послати карнавал в інший вимір. Бібліотекарі намагаються викрасти його чарівну паличку, яку нині вважають артефактом, але він ловить їх і збирається перетворити у воскові фігури. Стоун здогадується, що квітка у нього на грудях і є той самий магічний артефакт, а Шарлот вдається забрати його у Кірбі. Єзекіїль заманює Кірбі в чан з воском, тим самим стираючи карнавал з реальності і відновлюючи циркачів до попереднього стану. Дженкінс і Єва поміщають квітку в нове крило Бібліотеки, спеціально створене для зберігання нових артефактів. Тим часом, урядові агенти забирають фотографії Бібліотекарів з колишнього місця перебування карнавалу. |    |                                                                      |                    |                                          |                        |                    |
| 26 | 6  | «… і Випробування Трикутника» «And the Trial of the Triangle»        | Джонатан Фрейкс    | Ноа Вайлі                                | 25 грудня 2016         | 1,65               |
| Єва і Бібліотекарі викрадають Флінна і влаштовують йому «втручання» на тему того, що він став схиблений пошуками Ока Ра — єдиного артефакту, здатного перемогти Апепа. З їх допомогою, він дізнається, що Око знаходилося на борту корабля «Тіббар», який пропав у Бермудському трикутнику в 1886-м, разом з Бібліотекарем, який його охороняв. За допомогою книги вирізок, вони дізнаються, що в трикутнику повинен розбитися пасажирський літак на наступний день. Вони проникають на борт, але всі крім Флінна евакуюються з допомогою портативних Дверей, щоб врятувати пасажирів. Флінн же залишається на борту літака і потрапляє в Трикутник. Там, він виявляє себе у вимірі заснованому на творах Льюїса Керролла. Щоб роздобути Око, він проходить випробування, під час якого, він зізнається, що інші дійсно мали рацію стосовно нього. Пройшовши випробування, він зустрічає зниклого бібліотекаря (Вільям Морган Шеппард), який віддає йому Око і пояснює, що для його використання необхідно принести в жертву чиєсь життя. Флінн розуміє, що єдине життя, яке він зможе принести в жертву — це своє власне. Він повертається в Бібліотеку і просить Дженкінса не говорити нікому про необхідну жертву. Бібліотекарі посилають агента Департаменту статистичних аномалій, який теж був на борту літака, на нараду керівництва агентства, і його директор вирішує вжити негайних дій проти Бібліотекарів. |    |                                                                      |                    |                                          |                        |                    |
| 27 | 7  | «… і Прокляття Сінді» «And the Curse of Cindy»                       | Ніна Лопес-Коррадо | Гарет Робертс                            | 1 січня 2017           | 1,78               |
| Бібліотекарі розслідують загадковий культ, зосереджених на дівчині по-імені Сінді Крогер, яка випала з реаліті-шоу і якимось чином знайшла спосіб змусити людей поклонятися їй. Флінн і Стоун потрапляють під її вплив, і Дженкінс розуміє, що Сінді користується потужним еліксиром любові, створеним з її сліз по-рецепту богині Афродіти. Більш того, за допомогою персоналу ДСА, які теж під її чарами, вона має намір запустити хімічну ракету, начинену її еліксиром, щоб підпорядкувати мільйони людей. Єзекіїль, який вже давно закоханий в Сінді з тих пір як побачив їй по-телевізору, має імунітет на її чари і переконує її скасувати запуск, пояснюючи, що божевілля - це не справжня любов. Але виявляється, що Агнес, помічниця Сінді, має намір все одно запустити ракету. В останній момент, з'являється Дженкінс з протиотрутою, і Бейрд скасовує запуск. Також стає відомо, що в Агнес вселився Апеп, якому вдається втекти. Єзекіїль і Сінді цілуються. Апеп повертається в свій саркофаг в сховище ДСА. |    |                                                                      |                    |                                          |                        |                    |
| 28 | 8  | «… і одвічне питання» «And the Eternal Question»                     | Ноа Вайлі          | Кейт Рорік и Ніколь Ранадайв             | 8 січня 2017           | 2,05               |
| У штаті Південна Кароліна, гравець у гольф і його дружина вмирають від самозаймання. Єва і Флінн йдуть на «секретне завдання» (насправді - Флінн влаштовує їй побачення), Стоун, Єзекіїль і Кассандра відстежують інцидент до спа-курорту, який тримає сім'я іммігрантів з Іспанії. Незабаром, Бібліотекарі дізнаються, що і власники і працівники курорту є вампірами. Мабуть, якимось чином, перебування на території курорту дозволяє вампірам ходити при світлі дня. Кассандра, яка нещодавно дізналася, що їй залишилося жити лічені дні через пухлину, зближується з Естрейей, дочкою власниці, яка пропонує дати Кассандрі безсмертя. Тим часом, Стоун і Єзекіїль дізнаються, що курорт побудований на місці падіння рідкісного метеорита. Томас, брат Естрейі, сподівається створити еліксир з метеорита, який дозволить йому створити армію вампірів, здатних жити при світлі (графець у гольф і його дружина були піддослідними кроликами, які протрималися на світлі тиждень). Дженкінс знищує послідовників Томаса, тоді як Естрейя вбиває брата, який раніше вбив їх матір. Відразу після цього, Кассандра непритомніє, і Бібліотекарі відносять її до лікарні, де їй видаляють пухлину. Прокинувшись, Кассандра дізнається, що її математичний дар не тільки не зник (понад те, він посилився), але вона ще й знайшла здатність до ментального спілкування. |    |                                                                      |                    |                                          |                        |                    |
| 29 | 9  | «… і Рокове розлучення» «And the Fatal Separation»                   | Джонатан Фрейкс    | Роб Райт, Стів Кріозір і Марк А. Альтман | 15 січня 2017          | 1,60               |
| У місті Шангрі-Ла, Стоун вчиться бойовим мистецтвам у Царя Мавп. Потім на місто нападає колекціонер магічних артефактів на ім'я Стерлінг Лам, який забирає посох Мавпи собі. Під виглядом найманців, Єзекіїль і Кассандра таємно привозять інших в місто, але шпигунів потім знешкоджує сам Цар Мавп, який знаходиться під владою Лама. Під час втечі, Флінн і Стоун виявляють Шарлін в колекції Лама. Побоюючись, що Апеп спробує скористатися її тілом, щоб знищити Бібліотеку, Шарлін вирішує відрізати себе від неї і, тим самим, позбутися безсмертя і піти в інший вимір. Флінн категорично проти. Єва зустрічає генерала Рокуелл, свого наставника, яка розкриває, що є главою ДСА та що Єва є засланим агентом, хоч і сама того не бажає. Рокуелл вважає, що Бібліотека - загроза для держави, і що Єва прийняла клятву захищати країну, а значить зобов'язана допомогти їй. За допомогою Шарлін, Флінн перемагає Лама, тоді як Стоуну вдається взяти верх над Царем Мавп. Стоун повертає посох Царю, який нагороджує його заклинанням, яке «принесе світло в темряву». У Бібліотеці, Дженкінс визнається в любові Шарлін перш ніж відіслати її в інший вимір до Джадсона. |    |                                                                      |                    |                                          |                        |                    |
| 30 | 10 | «… і Гнів Хаоса» «And the Wrath of Chaos»                            | Марк Роскін        | Марко Шнабель                            | 22 січня 2017          | 1,97               |
| Єва погоджується впустити Рокуелла і ДСА в Бібліотеку натомість на свободу Бібліотекарів. Вона також дістає дані про містичний ловців снів всередині гори Рашмор, але це виявляється відволікаючим маневром ДСА щоб послабити захист Бібліотеки. Єва веде ДСА всередину і перетворює Дженкінса в камінь за допомогою голови Горгони Медузи. Флінн посилає трійцю звільнити Дженкінса, поки сам він займається диверсійною роботою в Бібліотеці. Стоун, Єзекіїль і Кассандра виявляють Дженкінса у величезному сховищі артефактів, побудованому ДСА. Вони здогадуються, що їм необхідно трохи отупіти, щоб звільнити Дженкінса. Єва сіє сумніви про саркофаг Апепа в голові Рокуелл, і генерал відкриває його. Апеп вселяється в неї і вирішує підірвати бомбу в центрі Бібліотеки, щоб випустити абсолютне зло на волю. Єва розкриває, що все це є її з Флінном планом, щоб знищити Апепа за допомогою Ока Ра. Однак Флінн не сказав їй, що для цього знадобиться пожертвувати чиїмось життям (тобто, своїм). Флінн прощається з духами Шарлін і Джадсона і йде на смерть. Апеп підриває бомбу, потім покидає тіло генерала і з'являється як дух. Флінн використовує Око, щоб ввібрати силу Апепа, але потім інші Бібліотекарі придумують як зупинити лиходія. Стоун використовує заклинання Царя Мавп, щоб наділити Апепа душею; Кассандра використовує свій новий дар, щоб дати йому знання; Єзекіїль використовує еліксир Сінді, щоб дати Апепу любов. Таким чином, Апеп стає людиною. Флінн кидає Око в нього, таким чином Апеп сам стає необхідною жертвою і знищується. Рокуелл погоджується повернути всі артефакти на місце. Стоун, Кассандра і Єзекіїль вирішують користуватися магією лише в найнеобхідніших випадках і продовжують свою роботу. Єва приймає Флінна таким, яким він є. |    |                                                                      |                    |                                          |                        |                    |

## Четвертий сезон (2017—2018)
| № | #  | Назва                                                 | Режисер         | Сценарист                    | Дата трансляції на TNT | Глядачі США (млн.) |
| --- | -- | ----------------------------------------------------- | --------------- | ---------------------------- | ---------------------- | ------------------ |
| 31 | 1  | «…і Темна таємниця» «And the Rise of Chaos»           | Дін Девлін      | Марко Шнабель и Дін Девлін   | 13 грудня 2017         | 1,68               |
| Флінн і Єва готуються до церемонії з'єднання з Бібліотекою, щоб замінити Джадсона і Шарлін і знайти безсмертя. Тим часом, група католицьких священиків, які бажають вилучити знання зі світу, виявляють один з наріжних каменів Бібліотеки. Якщо знайти всі чотири каменю і провести ритуал, то Бібліотека знищиться, повертаючи світ в Темні століття. Дженкінс розкриває, що Ніколь Нун - перший Хранитель Флінна - все ще жива. Флінн вважав, що вона загинула під час вибуху машини часу. Насправді, її відкинуло в минуле, де вона зробила себе безсмертною і знову дожила до наших днів, щоб помститися. Бібліотекарям вдається виявити інші камені, проте вони потрапляють в руки священиків. Ніколь допомагає їм провести ритуал, і Бібліотека починає знищуватися. Однак це було обманом. Ніколь кидає один з каменів в просторовий промінь, щоб ніхто більше ніколи не зміг повторити ритуал, однак потрапляє в нього сама. Флінн обмотується мотузкою і стрибає за нею. Йому вдається повернути її за миттєві до схлопування променя. Бібліотека в безпеці, проте Ніколь збігає. |    |                                                       |                 |                              |                        |                    |
| 32 | 2  | «…і викрадення удачі» «And the Steal of Fortune»      | Ерік Ла Салль   | Гери Розен                   | 13 грудня 2017         | 1,36               |
| Джейкоб відвідує старого друга і дізнається, що у жителів містечка постійно відчувають невдачу. Все веде до місцевого закладу, що сполучає казино і скачки. Вони дізнаються, що власник казино якимось чином краде удачу відвідувачів. Однак все виявляється не зовсім так. Насправді, дівчина власника - давньоримська богиня удачі Фортуна, яка відбирає удачу повітряним поцілунком по-телевізору. Єдиний спосіб обійти прокляття - не використовувати удачу, тобто дурити. Кассандра використовує свої здібності, щоб постійно вигравати в рулетку, а Єзекіїль зламує слот-машину. Бібліотекарі дізнаються, що Фортуна має намір використовувати пряму трансляцію виборів, щоб забрати удачу у мільйонів, кидаючи всю країну в хаос. Бібліотекарі підлаштовують виграш всіх відвідувачів, в результаті чого Фортуна знову перетворюється в статую. |    |                                                       |                 |                              |                        |                    |
| 33 | 3  | «…і Викрадач Різдва» «And the Christmas Thief»        | Ноа Вайлі       | Ніколь Ранадайв              | 20 грудня 2017         | 1,48               |
| Санта Клаус залишає свої сани в Бібліотеці, поки він зі своїми ельфами, а також з Євою, Флінном і Дженкінсом вирушають у відпустку. Єзекіїль відвідує прийомну матір Ленор і сестер, які є дрібними злодюжками. Коли їх підколки доводять його, він показує матері Бібліотеку. Ленор викрадає чарівну двері. Єзекіїль, Кассандра і Джейкоб летять до неї на санях. Вони дізнаються, що вона скористалася дверима, щоб викрадати подарунки з-під ялинок по всьому світу, включно з краденою картиною Яна Вермера «Концерт» зі сховища «Банку Злодіїв». Єзекіїль змушує її повернути полотно, бо його новий власник не прощає крадіжок. У сховищі, їх ловить господар банку, який виявляється Покровителем злодіїв - братом Санта Клауса. Він змушує Ленор виказати всю правду, потім вона передає йому ключ від саней його брата. Покровитель бажає знищити сани, щоб помститися братові і зупинити Різдво. Кассандра дзвонить Дженкінсові, який з'являється з листом від Санти, в якому той добровільно дарує братові сани. Так як Покровитель злодіїв може приймати лише крадене, сани тепер обезпечені від нього. Єзекіїль з матір'ю літають по всьому світу на санях, повертаючи подарунки. Ленор усвідомлює, що давати - набагато приємніше, ніж забирати. Єзекіїль розкриває, що все крадене він віддавав нужденним, будучи сучасним Робіном Гудом. |    |                                                       |                 |                              |                        |                    |
| 34 | 4  | «…і Срібний екран» «And the Silver Screen»            | Джонатан Фрейкс | Ноа Вайлі                    | 20 грудня 2017         | 1,40               |
| Єва і Флінн йдуть на показ чорно-білого кіно і раптово потрапляють в сам фільм в ролі головних героїв нуар-детектива. Щоб вибратися, їм необхідно слідувати сюжету. На щастя, Єва знає фільм напам'ять. Однак, пройшовши весь сюжет до кінця, вони раптово виявляють себе в самому початку. Дженкінс спілкується з власницею кінотеатру, яка є дочкою режисера фільму, і читає первинну версію сценарію, який закінчує зовсім інакше. Йому вдається повідомити про це Єву і Флинна, і вони йдуть по-іншому шляху. Тим часом, Джейкоб, Кассандра і Єзекіїль намагаються проникнути в фільм за допомогою Двері, проте виявляються у вестерні, а потім в науково-фантастичному фільмі. Зрештою, всім вдається повернутися в реальний світ, а власниця дізнається, що всі сценарії її батька написала його молода асистентка, яка виявляється її справжньою матір'ю. |    |                                                       |                 |                              |                        |                    |
| 35 | 5  | «…і Кровоточива корона» «And the Bleeding Crown»      | Марк Роскін     | Том Макрей                   | 27 грудня 2017         | 1,82               |
| Все населення невеликого містечка раптово стає старим. Вирушивши туди, Бібліотекарі натикаються на старомодно-одягненого чоловіка, який представляється як Даррінгтон Дер - Бібліотекар. Флінн упізнає в ньому бібліотекаря з 1880-х і свого кумира. Даррінгтон пояснює, що потрапив в цей час, переслідуючи свого заклятого ворога - чаклуна Емброуза Гетика. Саме Гетиці винен в старінні населення містечка. Бібліотекарі поділяються, однак Єва, Джейкоб, Кассандра і Єзекіїль потрапляють в руки лиходія, який створює старі копії їх і засилає їх до Бібліотеки. Флінн і Даррінгтон здогадуються, що Гетиці використовує електромережу для своєї магії і виявляють чаклуна на електростанції. Злодій має намір використовувати енергію Бібліотеки, щоб зарядити кровоточивих корону і знищити Даррінгтон. Для цього йому і знадобилося початок XXI століття, адже тільки тоді одночасно існує аж чотири бібліотекаря. Поки Даррінгтон бореться зі своїм ворогом, Флінн рятує Дженкінса від злих клонів і поміщає його в камеру Гетика. Спроба викачати життєву силу у безсмертного викликає перевантаження Корони, і злий чаклун вибухає. Даррінгтон сердитий на Дженкінса (називаючи його Галахадом), що той не пояснив Флинну чому мати більше одного бібліотекаря - погана ідея. Виявляється, в V столітті, Бібліотека вибрала братів Бальтуса і Жаррадана, зробивши обох бібліотекарями. Однак брати посварилися і влаштували громадянську війну, результатом якої стали Темні століття. Флінн радить Даррінгтону помиритися з друзями, знаючи що тому судилося загинути на наступний день після повернення. Однак порада Флінна призводить до того, що Даррінгтон не гине і доживає до 1950-го року. Він залишає Флинну лист, в якому дякує йому за пораду, але знову ж таки наполягає, щоб він звільнив інших і залишився єдиним Бібліотекарем. |    |                                                       |                 |                              |                        |                    |
| 36 | 6  | «…і Могила часу» «And the Grave of Time»              | Джонатан Фрейкс | Марко Шнабель і Ларрі Стукі  | 27 грудня 2017         | 1,52               |
| Єва вирушає на пошуки Ніколь, щоб зрозуміти чому вона не хоче повернутися в Бібліотеку. Однак Хранителі виявляють російських найманців, які ламали порожні могили Ніколь. Виявляється, їхній наймач займається пошуками Голки Кощія, здатної знищити цілу армію або вбити безсмертного. Флінн і Дженкінс вирушають за ними. Всі зустрічаються в Українському Поліссі, де Флінну вдається знайти Голку. Тим часом, Єва і Дженкінс потрапляють в руки роботодавця найманців, який стверджує, що є нащадком Романових, звинувачуючи Ніколь в чаклунстві і загибелі царської сім'ї. Однак насправді, він виявляється Распутіним, який використовує Голку, щоб забрати у Ніколь її безсмертя і смертельно поранити її. Флінну і Єві вдається знищити Распутіна чорнобильською радіацією. У Бібліотеці, Дженкінс проводить ритуал, віддаючи Ніколь своє безсмертя. Ніколь вдячна, але все одно залишає Бібліотеку. Флінн ж теж вирішує подивитися що його чекає за межами Бібліотеки та подає у відставку. |    |                                                       |                 |                              |                        |                    |
| 37 | 7  | «…і розчарований ліс» «And the Disenchanted Forest»   | Дін Девлін      | Ніколь Ранадайв і Гэри Розен | 3 січня 2018           | 1,25               |
| Після відходу Флінна, Єва веде інших Бібліотекарів в лісовий табір, що спеціалізується на зміцненні робочих колективів, слідуючи наводкою книги вирізок. Вони дізнаються, що з табору постійно пропадають відвідувачі, однак організатор приховує це, оголошуючи, що вони просто пішли, не витримавши навантаження. Джейкоб закохується в одну з вожатих і дізнається, що вона журналістка, яка займається пошуками Бібліотеки. Раптово, ліс викрадає Джейкоба. Єва, Кассандра, Єзекіїль, вожата, а також співробітники ДСА знаходять його в корі стародавнього дерева, яке є прабатьком всіх дерев світу. Виявляється, ліс просто намагався знайти перекладача, який би дозволив йому спілкуватися з людьми. На щастя, лінгвістичні пізнання Джейкоба дозволяють йому взяти роль перекладача. Співробітники ДСА погоджуються зробити ліс заповідником, а дерево передає Бібліотекарям шишку, яка здатна відродити його, якщо воно раптом помре. Єва клянеться зберігати шишку в Бібліотеці. Джейкоб показує журналістці Бібліотеку, проте пояснює, що не може бути з нею, бо його доля - бути Бібліотекарем. |    |                                                       |                 |                              |                        |                    |
| 38 | 8  | «…і приховане сховище» «And the Hidden Sanctuary»     | Ноа Вайлі       | Кейт Рорік                   | 10 січня 2018          | 1,41               |
| Після завдання в Еквадорі, яке ледь не закінчилося плачевно, Кассандра вирішує вирушити у відпустку в невелике містечко в Огайо під назвою Хейвенпорт, яке вважається найбезпечнішим містом в Америці. Жителі містечка збираються святкувати 10 000 днів без нещасних випадків. Кассандра намагається жити нормальним життям, наймаючись до місцевої бібліотеки, вступаючи в гурток вишивання та беручи участь в змаганнях по випічці. Однак Фредді - малолітній син її орендодавця - не бажає миритися з загадкою, адже абсолютно безпечних містечок не буває. Зрештою, вони дізнаються, що 27 років тому, один хлопчик знайшов у лісі поранену фею і загадав бажання, щоб все в містечку були в безпеці. З тих пір, він став мером і тримає фею в сніжній кулі. Зрештою, Фредді розбиває кулю, звільняючи фею. На жаль, фея вирішує помститися всьому місту за 27-річне ув'язнення. Кассандра примиряється зі своєю посадою бібліотекаря і придумує спосіб зловити фею в залізну пастку (феї бояться заліза). Фредді ж потім використовує своє бажання, щоб змусити фею відчувати страх. Фея відлітає, а Кассандра повертається до Бібліотеки. |    |                                                       |                 |                              |                        |                    |
| 39 | 9  | «…і Місто "Ворожнеча"» «And a Town Called Feud»       | Валері Вайсс    | Том Макрей                   | 17 січня 2018          | 1,34               |
| У містечку під назвою Ворожнеча, під час історичної реконструкції бою громадянської війни, з'являються примари. Єва, Джейкоб і Єзекіїль вирушають на розслідування, тоді як Кассандра залишається з Дженкінсом. Основною легендою містечка є ворожнеча між двома братами, які вступили в протиборчі армії і, згідно з легендою, застрелили один одного в бою. У кожного була половина медальйона матері. Керуюча музею стверджує, що недавно виявила другу половину медальйона. Бібліотекарі вважають, що це і послужило причиною появи привидів. Весь цей час, Джейкоб і Єзекіїль постійно лаються, хто з них є кращим Бібліотекарем, адже тільки одному судилося зв'язати себе вічними узами з Бібліотекою разом з Євою після відходу Флінна. Під час церемонії возз'єднання медальйона, з'являються примари братів, а також їхні армії, які вселяються в тіла туристів і готуються стріляти один в одного. Самі брати вселяються в тіла Джейкоба і Єзекіїля. Однак брати навмисно стріляють повз, і те ж саме роблять їх війська. Єва розуміє, що керуюча перекроїла справжню історію на свій лад. Насправді, брати не змогли вбити один одного на полі бою і помирилися, перш ніж загинути від гарматного пострілу. Керуюча знайшла медальйон цілим і розділила його, щоб створити захоплюючу історію для заманювання туристів. Привиди щасливі і зникають, а Єзекіїль радить керуючій розказати справжню історію, а також змінити назву містечка на «Прощення». Всі троє вирішують, що Бібліотекарів має бути троє. Однак, Дженкінс і Кассандра виявляють записи одного зі співробітників Бібліотеки XVIII століття, який пояснює справжню причину ворожнечі братів-Бібліотекарів, і тепер Дженкінс і Кассандра впевнені, що Бібліотекар повинен бути один.                                                                                            |    |                                                       |                 |                              |                        |                    |
| 40 | 10 | «…і Хлопець на ім'я Джефф» «And Some Dude Named Jeff» | Лінді Бут       | Марко Шнабель                | 24 січня 2018          | 1,35               |
| Хлопець на ім'я Джефф великий фанатик колективних міфологічних уявлень. В одній з ігор вигадує Бібліотеку і Бібліотекарів, і сам стає великим фаном Дженкінса. По інтернету він знаходить стародавню книгу магії, читає заклинання і обмінюється зі справжнім Дженкінсом тілами, а також сам того не підозрюючи, викликає страшного демона. Заручившись підтримкою друзів Джеффа і відкривши їм таємницю існування Бібліотеки, теж великих фанів гри в Бібліотеку, Дженкінс вирушає в Бібліотеку через чорний хід, повний випробувань. За допомогою альтернативних бібліотекарів йому вдається пройти випробування і перемогти демона. Дженкінс і Джефф повертаються в свої тіла. |    |                                                       |                 |                              |                        |                    |
| 41 | 11 | «…і Випробування одного» «And the Trial of the One»   | Марк Роскін     | Том Макрей                   | 31 січня 2018          | 1,34               |
| Після відходу Флінна Бібліотекарі в розгубленості, наближається рівність планет, Бібліотека починає валитися, а єдиного бібліотекаря, гідного зв'язатися з Євою і Бібліотекою, так і не визначили. Попри заборону Дженкінса, Кассандра, Джейкоб, Єзекіїль і Єва вирішують прочитати заклинання випробування гідного бібліотекаря. В результаті щось, що назвалося Бібліотекою, викрадає Дженкінса і через його тіло, під загрозою вбивства Дженкінса, змушує битися Бібліотекарів на смерть. Єві вдається зняти заклинання і звільнити друзів від небезпеки смерті, але Бібліотека все ж вбиває Дженкінса. Кассандра, Джейкоб і Єзекіїль сильно засмучені і вирішують піти у відставку. Єва залишається єдиною людиною, пов'язаною з Бібліотекою. В кінці стає зрозуміло, що за звільненням Бібліотекарів, загибеллю Дженкінса і погибеллю Бібліотеки стоїть Ніколь, яка давно ображена на Бібліотеку і мріяла її знищити. Звучить останній дзвін і Бібліотека зникає, а Єва переміщується в просторі на завод. |    |                                                       |                 |                              |                        |                    |
| 42 | 12 | «…і Відлуння пам'яті» «And the Echoes of Memory»      | Дін Девлін      | Кейт Рорік                   | 7 лютого 2018          | 1,44               |
| Єва потрапляє в світ без фарб, де править Корпорація. Намагаючись зберегти Бібліотеку, Єва будує у себе в голові Палац Пам'яті, де зберігає деякі ключові артефакти Бібліотеки. Біда в тому, що знищивши Бібліотеку, у всіх, хто з нею був пов'язаний, поступово стирається пам'ять про неї, цей ефект швидко наздогнав Бібліотекарів, і поступово наздоганяв і полковника Берт. Єві вдається зібрати Кассандру, Джейкоба і Єзекіїля, а сама вона потрапляє в психіатричну лікарню, де зустрічає Флінна. Він був викрадений Ніколь з Бібліотеки, яка кілька разів намагалася стерти йому пам'ять. Але Флінн виявився розумнішим, і спорудив Палац Пам'яті у себе в палаті, тим самим зберігши спогади про Бібліотеку і про дорогих йому людей і артефакти. Потрапивши до нього в палату, Берт повертає спогади про Бібліотеку. Ніколь зустрічає Флінна і Єву разом, і вирішує відправити їх на стирання пам'яті. Кассандра, Джейкоб і Єзекіїль рятують Хранителя і Бібліотекаря. Намагаючись втекти, всі п'ятеро потрапляють в кімнату без виходу. Хранитель Єва Берт з гаслом "Нам не треба бігти, ми вже вдома, ми і є Бібліотека", створює Бібліотеку навколо команди, розповідаючи чому кожен член команди носить звання бібліотекаря. Команда переноситься в просторі, а реальність з Ніколь зникає. Флінн придумує спосіб змінити хід історії. Він переноситься в часі і переконує Ніколь прожити життя не з метою помсти Флінну і Бібліотеці, а щоб стати Хранителем Бібліотеки. В результаті Флінн і Єва переносяться в день репетиції церемонії і зустрічають Дженкінса, який підтвердив, що він безсмертний. Ніколь Нун все ж змінила історію. Флінн вирішує з'єднатися з Євою і Бібліотекою раніше терміну, а Дженкінс, за згодою Кассандри, Джейкоба, Єзекіїля, Бібліотеки та артефактів, починає офіційну церемонію Злуки.                     |    |                                                       |                 |                              |                        |                    |